# Grzymały (województwo mazowieckie)
Grzymały – wieś w Polsce położona w województwie mazowieckim, w powiecie sokołowskim, w gminie Kosów Lacki. Ma status sołectwa.
W latach 1975–1998 miejscowość administracyjnie należała do województwa siedleckiego.
Mieszkańcy wyznania rzymskokatolickiego należą do parafii św. Wojciecha w Skibniewie-Podawcach. 
Wieś Grzymały pojawia się w dokumentach z XV w. niezwykle rzadko i mało wiemy o jej początkach. 
W 1528 rok na popis wojenny Województwa Podlaskiego Grzymałowie razem z Wyszomierskimi wystawili 3 konie. Fakt wspólnego wystawienia tych koni jest zastanawiający. Istnieje hipoteza, że wieś Grzymały założyli po 1430 r. potomkowie Ścibora z Wyszomierza i Niepiekłów.  Obszar gruntów należących do wsi Grzymały i gruntów wyszomierskich stanowi geograficznie zwartą całość, podział jest w sposób oczywisty zrobiony sztucznie. Granica biegnie w poprzek pól uprawnych w dolinie jak i przez zalesiony pas wydm. Układ (kierunek) pól w Grzymałach jest identyczny jak na gruntach Wyszomierza, co świadczy o tym, że pierwsze miedze między polami powstały zanim powstała granica między tymi wsiami. W 1473 r. pojawił się w księgach sądowych drohickich Grzymała – świadek Stanisława Pogorzelskiego, w 1474 r. Barbara z Grzymał, a w 1477 r. Maciej Grzymała, który był świadkiem Jakuba Wrzoska. Na przełomie XV i XVI wieków istniały w Grzymałach trzy rodziny, które zaczynają się od Macieja, Pawła oraz braci: Feliksa i Piotra Jerzewiczów. W 1517 roku wymieniony był również woźny Marcin Grzymała, którego powiązań z innymi Grzymałami nie znamy. Maciej może być tożsamy z Maciejem wymienionym w 1477 r. Paweł był synem Prędoty Wyszomierskiego, wnukiem Ścibora. Katarzyna córka Pawła upomniała się w 1523 roku o dobra w Wyszomierzu, należne jej prawem naturalnym po zmarłym dziadku Prędocie. Potomkowie Pawła, Feliksa, Piotra i Macieja pisali się jako „de Grzymały” lub „Grzymała”. Podział gruntów pomiędzy wsie Wyszomierz i Grzymały został zakończony dopiero w 1540 roku.